# Jonathan Vázquez
Jonathan Vázquez (Ezeiza, Provincia de Buenos Aires, 21 de marzo de 1985) es un piloto argentino, de automovilismo de velocidad. Inició su trayectoria compitiendo en monoplazas, teniendo su debut en el año 2003 en la Fórmula 1000 Argentina, para luego competir en categorías como la Fórmula Renault Argentina. Tras un prolongado parate, iniciado tras su última participación en la Fórmula Renault en el año 2006, debutó en categorías de turismo en el año 2011 compitiendo en la categoría zonal Procar 4000, para luego pasar a competir en la divisional TC Pista Mouras de la Asociación Corredores de Turismo Carretera. En el año 2014 fue protagonista de la lucha por el campeonato de esta divisional, quedando a las puertas de obtener el título, al culminar el torneo en la 3.ª colocación. Su actuación en esa temporada, en la que conquistaría 4 triunfos siendo uno de los máximos ganadores del año, lo harían acreedor del ascenso a la divisional TC Mouras, en la que se estrenó compitiendo en el año 2015.

## Biografía
Los inicios deportivos de Jonathan Vázquez en el automovilismo datan del año 2003, cuando al comando de un chasis Crespi 23 con motorización Renault, diera sus primeros pasos compitiendo en la categoría Fórmula 1000. Este debut, se daría compitiendo dentro de la Scuderia DG, propiedad de Darío Gargiulo, quien tuviera también participación en la formación de distintos pilotos destacados, como Álvaro Perlo, Mauricio Lambiris, Gastón Ferrante o Martín Vázquez entre otros, dada la participación de su equipo en diferentes categorías de monoplazas.
Tras desarrollar esta temporada, al año siguiente debuta en la Fórmula Renault Argentina, donde se estrena a mitad de temporada, alcanzando a realizar 4 competencias. En el año 2005, compite de forma más consistente en la Fórmula Renault, alcanzando la 11.ª colocación. Finalmente, su participación en esta divisional termina en el año 2006, cuando luego de 7 fechas y por razones presupuestarias, se retira culminando en la 23.ª colocación.
Tras su participación del 2006, entre 2007 y 2010 se mantuvo alejado de la actividad. Sin embargo, este retiro tendría su fin en el año 2011, cuando decidiría reincursionar pero compitiendo en esta oportunidad dentro de las categorías de turismo. Su debut en la especialidad, fue en la categoría zonal Procar 4000, donde se presentaría a correr el 5 de junio de 2011 al comando de un Ford Falcon, con el que sorprendería marcando el segundo mejor tiempo en la clasificación, ganando además su serie clasificatoria. A pesar de ello, alcanzaría a coronar lo actuado con un 5º puesto final. Su participación continuaría en las siguientes dos fechas, donde culminaría cada competencia en la 5.ª y 4.ª colocación respectivamente. Los resultados obtenidos en estas tres fechas lo terminarían posicionando en la 16.ª colocación en el campeonato, con 34 unidades.
A pesar de los buenos resultados obtenidos en la categoría Procar 4000, finalmente Vázquez decidiría pegar un golpe de timón, tras recibir una propuesta superadora por parte del piloto Luciano Ventricelli, para propiciar su debut en la categoría TC Pista Mouras. Su estreno tuvo lugar el 4 de septiembre de 2011 en el Autódromo Hermanos Emiliozzi de la localidad de Olavarría válida por la 10.ª fecha del campeonato, donde el piloto de Ezeiza arribaría en la 21.ª ubicación, al comando de un Ford Falcon. Sin embargo, su estadía dentro de esta estructura no pasaría de esa fecha, ya que a la fecha siguiente cambiaría de marca y modelo, pasando a competir dentro de la estructura de Gastón Ferrante, al comando de un Dodge Cherokee, con el cual disputará las siguientes dos fechas. Su incursión en esta escudería pareció evidenciar un cambio dentro de su performance, sin embargo una anomalía técnica lo dejaría con las manos vacías en la undécima fecha. Más allá de esto, continuaría compitiendo en la categoría. Sin embargo, cuando todo parecía encaminado a culminar el campeonato, Vázquez pondría punto final a su año deportivo de manera abrupta, debido al accidente fatal que tuviera el piloto Guido Falaschi, el 13 de noviembre de 2011 en Balcarce. Su decisión fue fundamentada como una señal de luto para homenajear al piloto de quien en vida fuera su amigo personal. Este retiro se prolongaría durante todo el año 2012 y gran parte de 2013.
Finalmente, sobre el final del año 2013 se produciría el retorno de Jonathan Vázquez a la actividad automovilística. Su regreso se dio en las tres últimas fechas de la temporada, en la cual primeramente sería convocado por la Scudería Ferrante con la cual participó en la 12.ª y 13.ª fecha, para luego pasarse al equipo AA Racing, subiéndose en ambas ocasiones y por primera vez a una unidad Chevrolet Chevy. En su regreso a la actividad, Jony alcanzaría como mejor resultado un tercer puesto en la última fecha, culminando el torneo en la 30.ª colocación.
En la temporada siguiente, Vázquez logró por fin competir de manera consistente en el TC Pista Mouras, al desarrollar su primera temporada completa dentro de la categoría. Al comando de su Chevrolet atendida por el equipo AA Racing, alcanzaría un comienzo de año ideal conquistando el triunfo en las dos primeras fechas de la temporada. Su carrera continuaría alternando buenos con malos resultados, registrando bajos resultados en la tercera, quinta, séptima y novena fecha, pero obteniendo como contrapartida su tercer triunfo en la cuarta fecha y llegando al podio en la sexta, octava y décima fecha. Esta mezcla de resultados le darían cierto protagonismo a la hora de encarar la lucha por el título, sin embargo, con la intención de obtener un ritmo más regular, tomaría la determinación de abandonar la escudería AA Racing, para desembarcar en el equipo JP Racing a partir de la 11.ª fecha.
Bajo el ala de la escudería con sede en Banfield, Vázquez mejoraría aún más su posición dentro del panorama de la lucha por el título, encarando la fase de Play Off donde conseguiría sumar un nuevo podio en la 12.ª fecha y su cuarta victoria en la 13.ª fecha, lo que lo terminó de poner en la lucha por el campeonato. Lamentablemente, el sueño se arruinaría en la última fecha, ya que cuando parecía que iba encaminado hacia un triunfo inobjetable, se vería perjudicado por una maniobra confusa de su rival de turno Christian Iván Ramos, quien le terminaría arruinando la chance de ser campeón. Finalmente, Vázquez culminaría el torneo en la 3.ª ubicación, pero con el antecedente de haber sido uno de los máximos ganadores de la temporada al haber cosechado 4 victorias en el año. Estos pergaminos le permitirían acceder a uno de los ascensos a la divisional TC Mouras de la ACTC.

## Trayectoria
| Año  | Categoría                            | Automóvil       |
| ---- | ------------------------------------ | --------------- |
| 2003 | Fórmula 1000 Argentina               | Crespi-Renault  |
| 2004 | Debut en Fórmula Renault Argentina   | Crespi-Renault  |
| 2005 | Fórmula Renault Argentina            | Crespi-Renault  |
| 2006 | Fórmula Renault Argentina            | Crespi-Renault  |
| 2011 | Procar 4000, 3 carreras              | Ford Falcon     |
| 2011 | Debut en TC Pista Mouras, 3 carreras | Ford Falcon     |
| 2011 | Debut en TC Pista Mouras, 3 carreras | Dodge Cherokee  |
| 2013 | TC Pista Mouras, 3 carreras          | Chevrolet Chevy |
| 2014 | TC Pista Mouras, 3º puesto           | Chevrolet Chevy |
| 2015 | Debut en TC Mouras                   | Chevrolet Chevy |
| 2016 | TC Mouras                            | Chevrolet Chevy |
| 2017 | Debut en TC Pista                    | Chevrolet Chevy |
| 2017 | Debut en TC Pista                    | Dodge Cherokee  |
| 2018 | TC Pista                             | Dodge Cherokee  |
| 2020 | TC Pista, 2 carreras                 | Ford Falcon     |

- [22]

### Resultados completos TC Pista Mouras
| Año               | Año             | Fechas | Fechas | Fechas | Fechas | Fechas | Fechas | Fechas | Fechas | Fechas | Fechas | Fechas | Fechas | Fechas | Fechas | Posición final      |
| Equipo            | Automóvil       | Fechas | Fechas | Fechas | Fechas | Fechas | Fechas | Fechas | Fechas | Fechas | Fechas | Fechas | Fechas | Fechas | Fechas | Posición final      |
| ----------------- | --------------- | ------ | ------ | ------ | ------ | ------ | ------ | ------ | ------ | ------ | ------ | ------ | ------ | ------ | ------ | ------------------- |
| 2011              | 2011            | 01     | 02     | 03     | 04     | 05     | 06     | 07     | 08     | 09     | 10     | 11     | 12     | 13     | 14     | 51.º (6.50 puntos)  |
| VIP Racing        | Ford Falcon     |        |        |        |        |        |        |        |        |        | 21     |        |        |        |        | 51.º (6.50 puntos)  |
| Scuderia Ferrante | Dodge Cherokee  |        |        |        |        |        |        |        |        |        |        | Ex.    | 15     | -      | -      | 51.º (6.50 puntos)  |
|                   |                 |        |        |        |        |        |        |        |        |        |        |        |        |        |        |                     |
| 2013              | 2013            | 01     | 02     | 03     | 04     | 05     | 06     | 07     | 08     | 09     | 10     | 11     | 12     | 13     | 14     | 30.º (88.00 puntos) |
| Scuderia Ferrante | Chevrolet Chevy | -      | -      | -      | -      | -      | -      | -      | -      | -      | -      | -      | 6º     | 27     |        | 30.º (88.00 puntos) |
| AA Racing         | Chevrolet Chevy |        |        |        |        |        |        |        |        |        |        |        |        |        | 3º     | 30.º (88.00 puntos) |
|                   |                 |        |        |        |        |        |        |        |        |        |        |        |        |        |        |                     |
| 2014              | 2014            | 01     | 02     | 03     | 04     | 05     | 06     | 07     | 08     | 09     | 10     | 11     | 12     | 13     | 14     | 3º (410.50 puntos)  |
| AA Racing         | Chevrolet Chevy | 1º     | 1º     | 23     | 1º     | 21     | 3º     | 24     | 3º     | 18     | 2º     |        |        |        |        | 3º (410.50 puntos)  |
| JP Racing         | Chevrolet Chevy |        |        |        |        |        |        |        |        |        |        | 9º     | 2º     | 1º     | 24     | 3º (410.50 puntos)  |

### Resultados completos TC Mouras
| Año               | Año             | Fechas | Fechas | Fechas | Fechas | Fechas | Fechas | Fechas | Fechas | Fechas | Fechas | Fechas | Fechas | Fechas | Fechas | Posición final     |
| Equipo            | Automóvil       | Fechas | Fechas | Fechas | Fechas | Fechas | Fechas | Fechas | Fechas | Fechas | Fechas | Fechas | Fechas | Fechas | Fechas | Posición final     |
| ----------------- | --------------- | ------ | ------ | ------ | ------ | ------ | ------ | ------ | ------ | ------ | ------ | ------ | ------ | ------ | ------ | ------------------ |
| 2015              | 2015            | 01     | 02     | 03     | 04     | 05     | 06     | 07     | 08     | 09     | 10     | 11     | 12     | 13     | 14     | 6º (428.75 puntos) |
| JP Racing         | Chevrolet Chevy | 4º     | 1º     | 1º     | 15     | 24     | 5º     | Ex.    |        |        |        |        |        |        |        | 6º (428.75 puntos) |
| Trotta Racing     | Chevrolet Chevy |        |        |        |        |        |        |        | 5º     |        |        |        |        |        |        | 6º (428.75 puntos) |
| Las Toscas Racing | Chevrolet Chevy |        |        |        |        |        |        |        |        | 3º     | 13     | 12     | 11     | 18     | 22     | 6º (428.75 puntos) |